# Aconitum sukaczevii
Aconitum sukaczevii là một loài thực vật có hoa trong họ Mao lương. Loài này được Steinb. mô tả khoa học đầu tiên năm 1937.